# Canelones megye
Canelones  egy megye Uruguayban. A fővárosa Canelones.

## Földrajz
Az ország déli részén található. Megyeszékhely: Canelones 